# صفوان بن أمية بن خلف
أبو وهب صفوان بن أمية بن خلف بن وهب الجمحي القرشي صحابي أسلم يوم فتح مكة في السنة الثامنة، وكان سيد قبيلة بني جمح وأحد سادات قريش، ويعد من المؤلفة قلوبهم. قال ابن قتيبة: «كان صفوان بن أمية من المؤلفة قلوبهم ثم حسن إسلامه». ثم شهد معركة اليرموك في سنة 15 هـ وكان أميراً على كردوس من الكراديس، ويقال أنه وفد إلى معاوية بن أبي سفيان في خلافته فأقطعه اقطاعات، ثم رجع إلى مكة المكرمة وبقي فيها حتى توفي ودفن فيها، وكان ابنه عبد الله بن صفوان من أكابر أصحاب عبد الله بن الزبير وقُتِل معه.
قال جمال الدين المزي: «كان صفوان بن أمية من أشراف قريش في الجاهلية والإسلام، وقد قيل أنه قنطر في الجاهلية، أي صار له قنطار من ذهب». وقال شمس الدين الذهبي: «أسلم صفوان بعد الفتح، وروى أحاديث، وحسن إسلامه، وشهد اليرموك أميراً على كردوس، وكان من كُبراء قريش». وقال ابن الأثير الجزري: «كان صفوان أحد المطعمين فكان يقال له سداد البطحاء، وكان من أفصح قريش».

## نسبه
- هو صفوان بن أمية بن خلف بن وهب بن حذافة بن جمح بن عمرو بن هصيص بن كعب بن لؤي بن غالب بن فهر بن مالك بن قريش بن كنانة بن خزيمة بن مدركة بن إلياس بن مضر بن نزار بن معد بن عدنان. يُكَنى بأبي وهب وقيل بأبي أُمَية.[8]
- أمه هي صفية بنت معمر بن حبيب بن وهب بن حذافة بن جمح بن عمرو بن هصيص الجمحية القرشية.[9]

## سيرته
هرب من الرسول محمد عام الفتح، ثم جاء فأسلم وحسن إسلامه، وكان الذي استأمن له عمير بن وهب الجمحي، وكان صاحبه وصديقه في الجاهلية، وقدم به في وقت صلاة العصر فاستأمن له فأمّنه النبي أربعة أشهر، واستعار منه أدرعاً وسلاحاً ومالاً. حضر صفوان حنيناً مشركاً، ثم أسلم.

## زوجاته وأولاده
قال ابن جريج: «جاء الإسلام وعند صفوان بن أمية بن خلف ست نسوة: أم وهب بنت أبي أمية، وفاختة بنت الأسود بن المطلب، وأميمة بنت أبي سفيان بن حرب، وعاتكة بنت  الوليد بن المغيرة، وبرزة بنت مسعود بن عمرو الثقفية، وابنة عامر بن مالك بن جعفر ملاعب الأسنة، فطلق صفوان أم وهب وكانت قد أسنت، وفرق الإسلام بينه وبين فاختة وكان أبوه تزوجها فخلف هو عليها بعد هلاك أبيه، ثم طلق عاتكة في خلافة عمر بن الخطاب».

### أبنائه
كان لصفوان بن أمية الجمحي أحد عشرا من الأبناء الذكور وهم:
- عبد الله بن صفوان وأمه برزة بنت مسعودٍ الثقفية.
- عبد الرحمن بن صفوان وأمه أميمة بنت أبي سفيان بن حرب الأموية.
- عبد الله الأصغر بن صفوان وأمه البغوم بنت المعذل الكنانية.
- صفوان بن صفوان وأمه البغوم الكنانية.
- خالد بن صفوان وأمه بردة بنت أبي سخيلة.
- عبد الرحمن الأصغر بن صفوان وأمه بردة بنت أبي سخيلة.
- حكيم بن صفوان وأمه أم وهب بنت أبي أمية.
- عمرو بن صفوان وأمه البغوم الكنانية ويقال أن أمه برزة الثقفية.
- هشام الأكبر بن صفوان وأمه برزة الثقفية.
- أمية بن صفوان وأمه برزة الثقفية.
- عثمان بن صفوان

## وفاته
قال المدائني توفي صفوان بن أمية عام 41 هـ في خلافة معاوية بن أبي سفيان ، وذكر خليفة بن خياط عن أبي اليقظان قال توفي صفوان بن أمية بمكة عام 42 هـ في خلافة معاوية بن أبي سفيان.، وذكر ابن سلام الجمحي أنه توفي في نفس السنة التي قتل فيها عثمان بن عفان  عام 35 هـ.

## المرجع
1. ↑  التاريخ الكبير، محمد بن إسماعيل البخاري، الناشر المتميز - الرياض 1440 هـ ، ج 5 ص 522
2. ↑  الطبقات، خليفة بن خياط البصري، دار الفكر - دمشق 1414 هـ ، ص 487
3. ↑  المعارف، ابن قتيبة الدينوري، الهيئة المصرية العامة للكتاب - القاهرة 1412 هـ ، ص 342
4. ↑  تاريخ مدينة دمشق، ابن عساكر الدمشقي، دار الفكر - دمشق 1415 هـ ، ج 24 ص 102
5. ↑  تهذيب الكمال في أسماء الرجال، جمال الدين المزي، مؤسسة الرسالة - بيروت 1413 هـ ، ج 13 ص 181 - 182
6. ↑  سير أعلام النبلاء، شمس الدين الذهبي، مؤسسة الرسالة - بيروت 1405 هـ ، ج 2 ص 563
7. ↑  أسد الغابة في معرفة الصحابة، ابن الأثير الجزري، دار الكتب العلمية - بيروت 1415 هـ ، ج 3 ص 24
8. ↑  جمهرة أنساب العرب، ابن حزم الأندلسي، دار المعارف - مصر 1382 هـ ، ص 159
9. ↑  الثقات، محمد بن حبان التميمي، دائرة المعارف العثمانية - حيدر أباد 1393 هـ ، ج 3 ص 191
10. ↑  ابن حجر العسقلاني، ج 8 ص 230 - 231
11. ↑  نسب قريش، مصعب بن عبد الله الزبيري، دار المعارف - القاهرة ، ص 389
12. ↑  الطبقات الكبرى، محمد بن سعد البغدادي، دار الكتب العلمية - بيروت 1410 هـ ، ج 8 ص 230
13. ↑  كتاب الطبقات، خليفة بن خياط ص 24
14. ↑  الإصابة في تمييز الصحابة، ابن حجر العسقلاني، دار الكتب العلمية - بيروت 1415 هـ ، ج 3 ص 350